# Гродзище
Гродзище (пол. Grodziszcze, нем. Gräditz) — деревня в Польше, расположенная в Нижнесилезском воеводстве, в Свидницком повяте. Первоначально назывался Грамолин.

## Расположение
Старейший в Гмине Валдхуфендорф, Расположена над рекой Пилава на высоте 240—260 м н. у. м., в Джержонёвской долине. Деревня делится на три части: Гродзище верхнее, среднее, и нижнее.

## Образование
В Гродзище имеется начальная школа построенная в 1997 г.

## История
Гродзище считатется одной из старейших деревень Силезии. Во время Археологических раскопок в селе были обнаружены следы прибывания человека датируемые неолитом.
После трех Силезских войн в 1742—1763 между Австрией и Пруссией деревня оказалась в прусских границах. В 1742 году прусский король Фредерик II дал добро на возведение в деревне Евангельстского Собора. Первое служение в новом храме прошло 17 декабря 1743.
В 1975—1998 годах местность входила в состав Валбжихского воеводства.